# Kapelle Rosenhagen

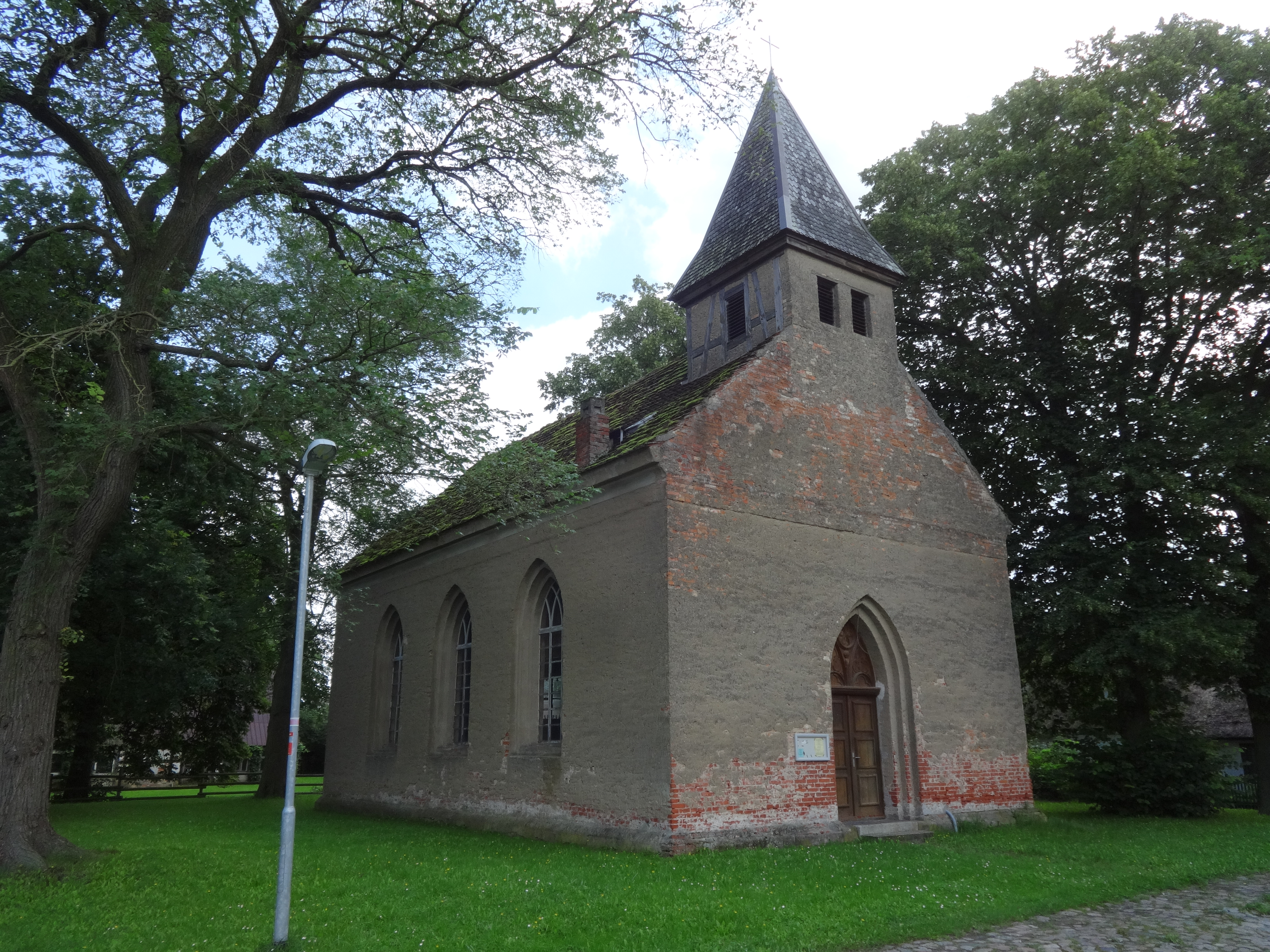
Kapelle Rosenhagen

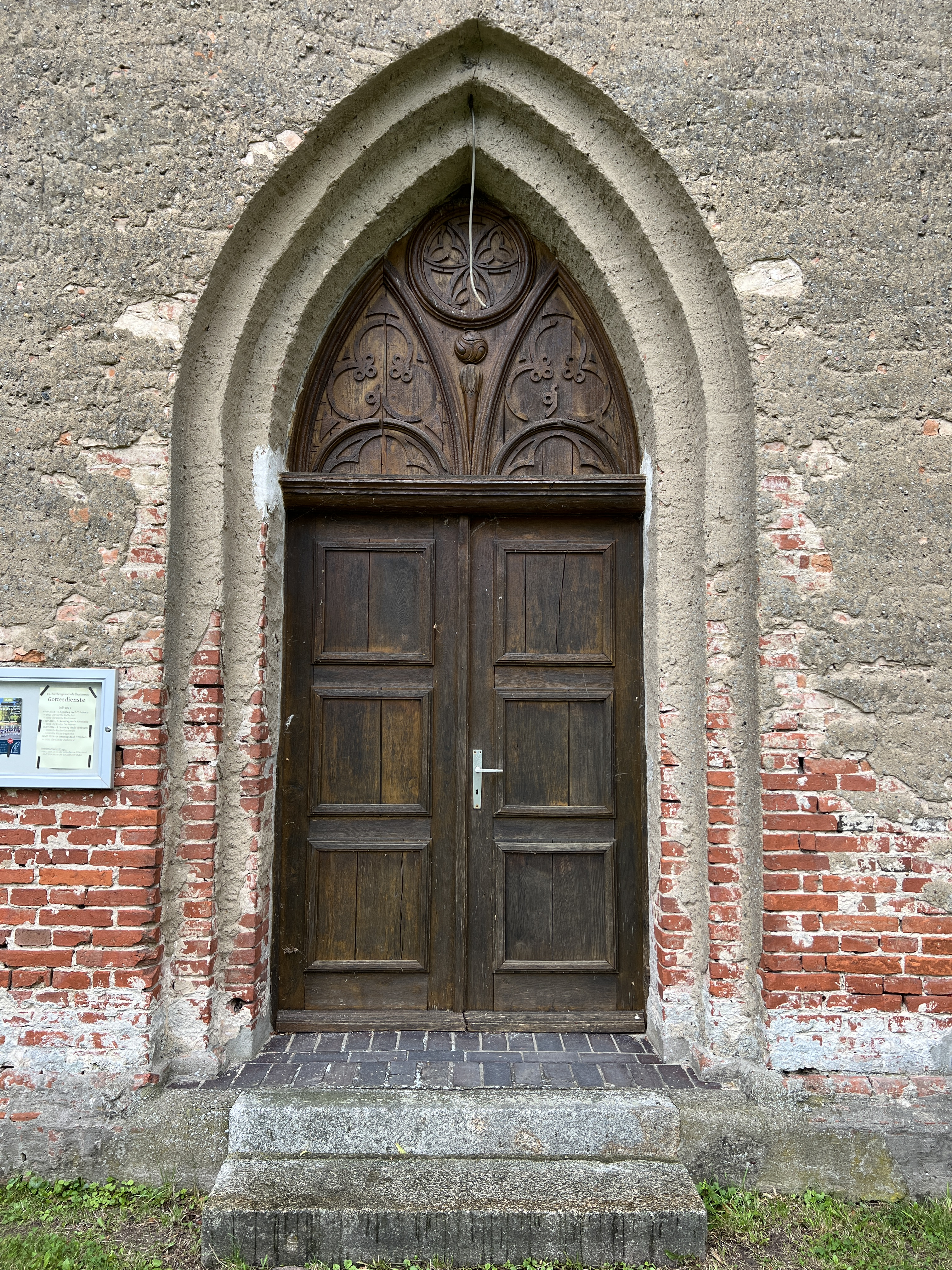
Eingangsportal

Die evangelische Kapelle Rosenhagen ist eine Kapelle aus dem 17. Jahrhundert in Rosenhagen, einem Ortsteil der Gemeinde Bugewitz im Landkreis Vorpommern-Greifswald in Mecklenburg-Vorpommern. Historisch eine Filialkirche der St.-Petri-Kirche (Kagendorf), gehört sie zur Kirchengemeinde Ducherow in der Propstei Pasewalk im Pommerschen Evangelischen Kirchenkreis der Evangelisch-Lutherischen Kirche in Norddeutschland.

## Lage
Durch Rosenhagen führt von Südwesten kommend die gleichnamige Gemeindestraße, die den Ort erschließt. Sie verläuft quer durch den Ort in Richtung Osten. Am östlichen Dorfanger steht das Bauwerk auf einer Fläche, die nicht eingefriedet ist.

## Geschichte
Der Sakralbau wurde vermutlich im 17. Jahrhundert errichtet. Um 1835 ließ der Kirchenpatron und Eigentümer von Rosenhagen, die Stadt Anklam, das Bauwerk umformen. Dabei wurden die Fenster neogotisch vergrößert und die Kirchenausstattung ausgetauscht.
1966 war der aus Fachwerk errichtete Kirchturm baufällig geworden und musste gegen eine kleinere Ausführung ausgetauscht werden. Im 21. Jahrhundert fallen größere Teile der verputzten Decke ab, so dass das Bauwerk für die Öffentlichkeit gesperrt ist.

## Baubeschreibung

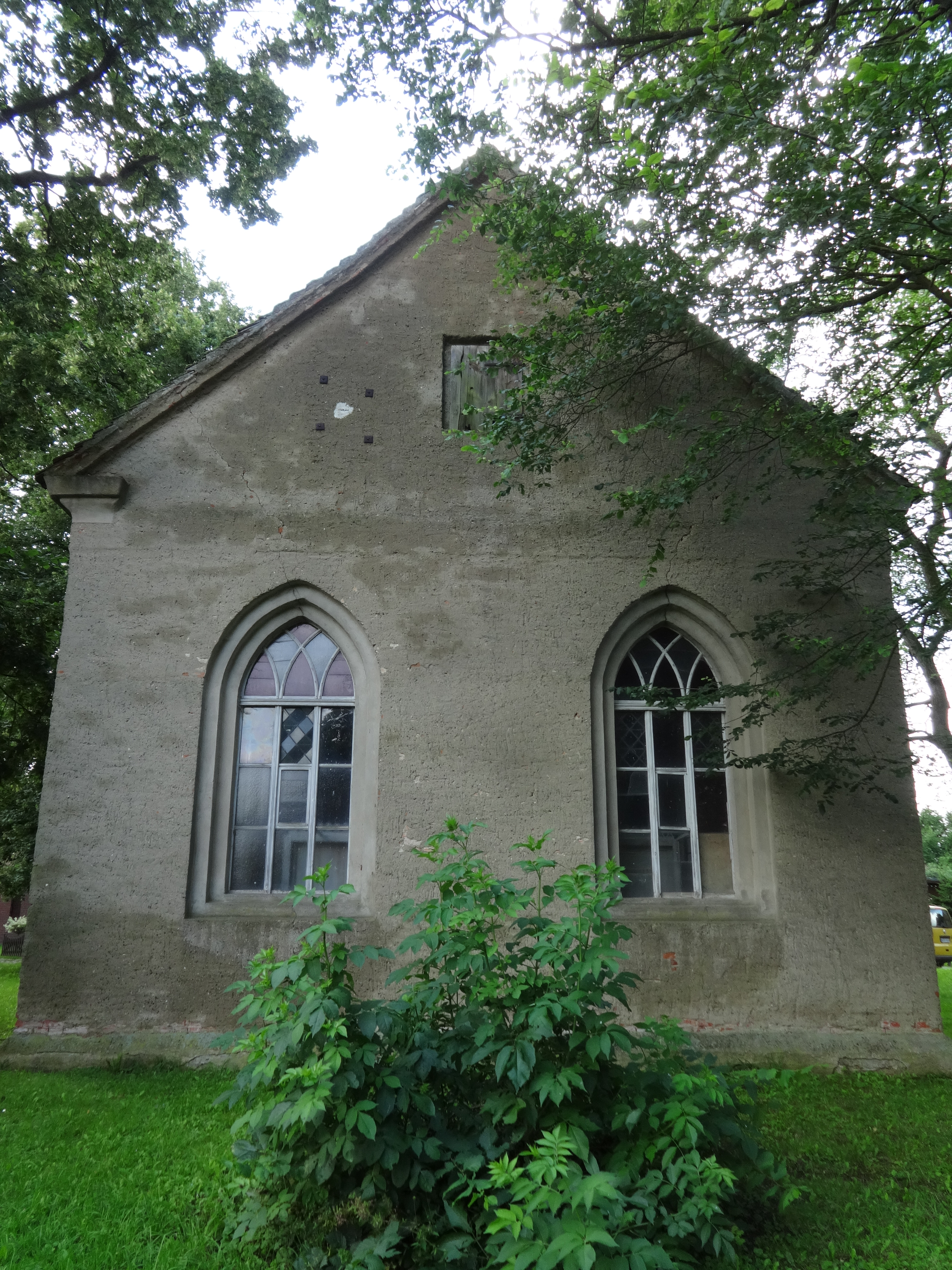
Ansicht von Osten

Der Chor ist gerade und nicht eingezogen. Die östliche Seite wird von zwei großen Spitzbogenfenstern dominiert, die in zweifach gestufte Gewände eingelassen sind. Im Giebel ist eine kleine, hölzerne Tür.
Die Nord- und Südwand des Kirchenschiffs ist symmetrisch und vergleichsweise schlicht aufgebaut. Hier finden sich je drei Fenster, die die Form der Chorfenster aufnehmen.
An der Westwand ist eine große, spitzbogenförmige Pforte, mit der das Bauwerk betreten werden kann. Der Giebel ist geschlossen und im Jahr 2017 mit Putzresten versehen. Darüber ist ein kleiner, rechteckiger Aufsatz mit je zwei Klangarkaden an der West- und Ostseite sowie einer Klangarkade an den verbleibenden Seiten. Er schließt mit einem geknickten Pyramidendach und einem Kreuz ab.

## Ausstattung

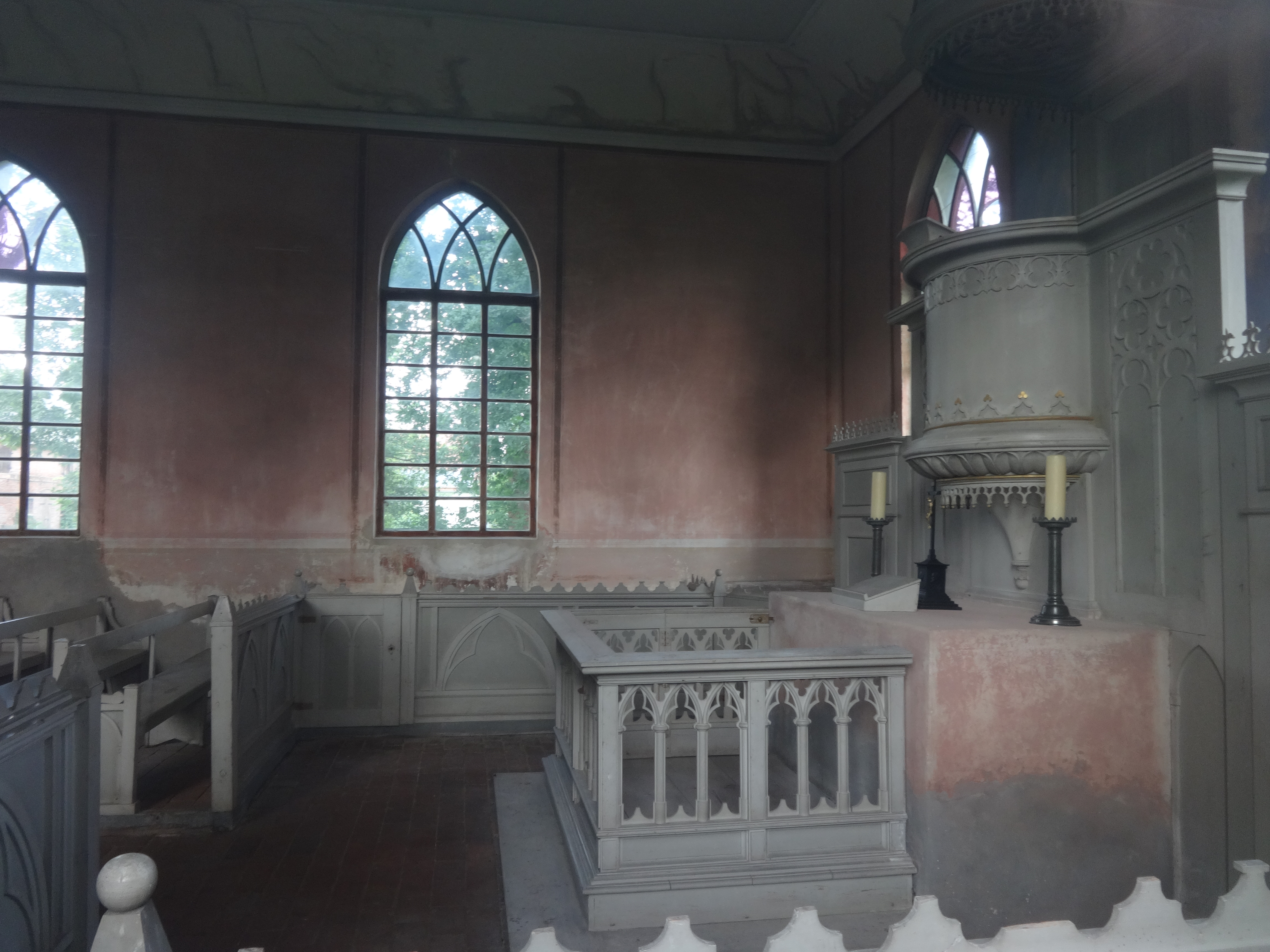
Blick ins Kirchenschiff

Die Kirchenausstattung stammt im Wesentlichen aus der Zeit des Umbaus. Das Dehio-Handbuch beschreibt sie als „aufwendig“, darunter den Kanzelaltar, das Gestühl sowie die Westempore. Sie sind in einem hellen Grau gehalten und mit Vierpässen sowie Spitzbogenblenden geschmückt. Eine Gedenktafel, die einen Sturmangriff zeigt, erinnert an die Gefallenen aus dem Ersten Weltkrieg.
Im Turm hängt seit der Zeit nach 1945 eine Glocke, die 1914 von der Firma C. F. Rochlitz in Berlin gegossen wurde. Sie stammt ursprünglich aus dem Glockenspiel der Kirche Ducherow.
Westlich vor dem Gebäude steht ein Findling, der an die Gefallenen der Weltkriege erinnert.